# Mistrzostwa Polski w Boksie 1965
36. Mistrzostwa Polski w boksie mężczyzn odbyły się w dniach 7-11 kwietnia 1965 roku w Krakowie.

## Medaliści
| Kategoria:                        | Złoto:                                      | Srebro:                                | Brąz:                                                                          |
| waga musza (do 51 kg)             | Artur Olech (Gwardia Wrocław)               | Hubert Skrzypczak (Zawisza Bydgoszcz)  | Henryk Grajewski (Wybrzeże Gdańsk) Ryszard Trynkiewicz (Lechia Szczecinek)     |
| waga kogucia (do 54 kg)           | Jan Gałązka (Legia Warszawa)                | Bogdan Radzikowski (Gwardia Łódź)      | Leszek Karyś (Hutnik Nowa Huta) Edward Pyjko (Zawisza Bydgoszcz)               |
| waga piórkowa (do 57 kg)          | Brunon Bendig (Polonia Gdańsk)              | Henryk Mielczewski (Zawisza Bydgoszcz) | Ignacy Banaszak (Moto Jelcz Oława) Marek Kudła Błękitni Kielce)                |
| waga lekka (do 60 kg)             | Józef Grudzień (Legia Warszawa)             | Antoni Dąsal (Gwardia Wrocław)         | Ryszard Dudczak (Hutnik Nowa Huta) Jan Paszkowski (Lechia Szczecinek)          |
| waga lekkopółśrednia (do 63,5 kg) | Jerzy Kulej (Gwardia Warszawa)              | Rajmund Bielecki (Stal Stalowa Wola)   | Leszek Piątek (Lublinianka) Andrzej Sosnowski (Gwardia Zielona Góra)           |
| waga półśrednia (do 67 kg)        | Sylwester Kaczyński (Legia Warszawa)        | Henryk Szymkowiak (Zawisza Bydgoszcz)  | Waldemar Kowalski (Warmia Olsztyn) Kazimierz Loranc (Wisła Kraków)             |
| waga lekkośrednia (do 71 kg)      | Józef Grzesiak (Gwardia Wrocław)            | Andrzej Siodła (ŁTS Łabędy)            | Stanisław Gajewski (Hutnik Nowa Huta) Waldemar Ziółkowski (Gwardia Wrocław)    |
| waga średnia (do 75 kg)           | Lucjan Słowakiewicz (Hutnik Nowa Huta)      | Stanisław Kosowicz (ŁTS Łabędy)        | Eugeniusz Jakubowski (Gwardia Białystok) Zbigniew Szymaniak (Gwardia Warszawa) |
| waga półciężka (do 81 kg)         | Zbigniew Pietrzykowski (BBTS Bielsko-Biała) | Stanisław Dragan (Hutnik Nowa Huta)    | Jan Fabich (Wybrzeże Gdańsk) Czesław Ptak (Turów Bogatynia)                    |
| waga ciężka (powyżej 81 kg)       | Władysław Jędrzejewski (Hutnik Nowa Huta)   | Klemens Małkiewicz (Carbo Gliwice)     | Marian Michej (Wybrzeże Gdańsk) Lucjan Trela (Stal Stalowa Wola)               |